# Parque de Atracciones de Montjuic
El Parque de Atracciones de Montjuic fue un parque de atracciones de la ciudad de Barcelona situado en la montaña de Montjuic. Se inauguró en 1966 y se mantuvo en funcionamiento durante más de treinta años, hasta que en 1998 cerró sus puertas.

## Construcción
Fue construido en 1966 en los terrenos que ocupan actualmente los jardines de Joan Brossa por el empresario venezolano José Antonio Borges Villegas, a cambio de una concesión por 30 años, un porcentaje sobre las entradas y ordenar la zona.
El parque de atracciones se construyó en los terrenos que ocupaba el antiguo parque de atracciones de Montjuic entre 1930 y 1936, llamado Maricel Park, y que a partir de entonces fueron poblados por un barrio de barracas llamado barrio Maricel. En 1964 el ayuntamiento reubicó a los habitantes de Maricel al barrio vecino de barracas de Tres Pins para hacer sitio para el parque de atracciones.

## Atracciones
Se trataba de un parque de atracciones familiar, que además de las atracciones clásicas (como montañas rusas, autos de choque, tren fantasma, tiovivo, etcétera) también llegó a contar con Boomerang, la montaña rusa más grande de España en aquella época. También contaba con un auditorio al aire libre en el cual durante el verano se realizaban actuaciones musicales de cantantes de éxito de la mano de Santy Castellanos. 

### Por niveles
Planta superior:
- Boomerang (1990-1998)
- Castillo del Terror
- Vikingo
- Jaulas (1966-1998)
- Pulpo (1966-1974)
- Pulpo (1974-1998, en sustitución al anterior Pulpo)
- Palacio de Cristal
- Bazar (tómbola)
- Avioncitos (aviones con comando, 1966-1974)
- Zeppelin (1966-1973)
- Nueva Ola (1966-1974)

Planta media:
- Chocones Ter (autos de choque)
- Casa Magnética (1974-1998)
- Loco Ratón (1966-1972)
- Montaña Rusa (1966-1973)
- Ciclón (1973-1998, en sustitución de Montaña Rusa y Loco Ratón)
- Safari
- Hula hoop
- Barco Mississipi
- Noria (1966-1973)
- Noriavisión (1973-1998, en sustitución a Noria)
- Paracaídas (1966-1973)
- Twister (1974-1998, en sustitución a Paracaídas)
- Tazas
- Gusano (1966-1974)
- Amor Express (1974-1998, en sustitución a Gusano)
- Zig-Zag (1966-1998)
- Jets (aviones)
- Torbellino (1966-1998)
- Martillo (1966-1973/74)
- Coctelera (1966-1973/74)

Planta infantil:
- Tanques de Guerra (1966-1974)
- Calesinas (caballos con un carrito, 1966-1974)
- Scooterinos (autos de choque infantiles)
- (Mini) Montaña Rusa (1966-1998)
- Helicópteros (1966-1998)
- Platillos Volantes
- Látigo (1966-1998)
- Carrusel Gigante
- Baby 2000
- Camas Elásticas

Planta inferior: 
- Mini Karts
- Barcas
- Tren Tirol
- Tren del Oeste (1966-1998)
- Tren Fantasma (1966-1998)
- Coches Tren
- Le Mans (1966-1969?)
- Chocones Llobregat
- Formula 8 (karts)
- Tobogán

## El Parque de Atracciones de Montjuic en la actualidad
Actualmente, el espacio que ocupó el antiguo parque de atracciones se ha reconvertido en unos jardines con el nombre del poeta Joan Brossa. Se eliminaron los restos de las atracciones y se conservaron las esculturas dedicadas a Carmen Amaya, Charlie Rivel, Charles Chaplin y Joaquín Blume.

## Teatro del parque
El parque disponía de un auditorio al aire libre con capacidad para más de 4.000 espectadores, dónde se realizaban espectáculos infantiles y actuaciones musicales durante los meses de verano. En este escenario se realizaron también algunas ediciones del festival de la canción de Barcelona en los años 60. 
Algunos de los artistas que actuaron es el teatro del parque, de la mano de Santy Castellanos, son:
Agustín Pantoja, Ana Reverte, Azúcar Moreno, Bertín Osborne, Bigote Arrocet, Los Chichos, Cómplices, Dúo Dinámico, Dúo Sacapuntas, Dyango, Eugenio, El Fary, Fernando Esteso, Guillermina Motta, Hermanos Calatrava, Hombres G, Isabel Pantoja, Joan Manuel Serrat, José Luis Moreno, Juan Pardo, Juanita Reina, Julio Sabala, Lita Claver "La Maña", Lola Flores, Lole y Manuel, Los Canarios, Manolo de Vega, Manolo Escobar, Mari Carmen y sus muñecos, Mari Trini, María del Monte, María Jiménez, Marifé de Triana, Los marismeños, Martirio, Marujita Díaz, Los Morancos, Núria Feliu, Los Pecos, Olé Olé,  Pimpinela, Raphael, Rocío Dúrcal, Sara Montiel, Torrebruno, Alberto Cortez ...

## Cómo llegar
- Telefèric de Montjuïc: estación intermedia.
- Funicular de Montjuïc: comunicación directa con el parque desde el Metro (estación de Paral·lel)
- Autobús: líneas 50, 55, 61 y 193 desde Plaza de España
- Teleférico del puerto, a 500 metros de la estación Miramar.